# Jon Pertwee
John Devon Roland Pertwee (født 7. juli 1919 i Chelsea, London, England, død 20. maj 1996 i Timber Lake, Connecticut, USA), kendt som Jon Pertwee, var en britisk skuespiller.
Pertwee er mest kendt for at have spillt den tredje Doktoren i science fiction-serien Doctor Who fra 1970 til 1974 og titelrollen i serien Worzel Gummidge. Han var også programleder for Whodunnit! fra 1974 til 1978